# Circonscription Woreda 20
La circonscription Woreda 20 est une des 23 circonscriptions législatives de la ville-région d'Addis-Abeba. Sa représentante actuelle est Bernesh Abay Abrha[réf. nécessaire].